# Тклапи
Тклапи (груз. ტყლაპი) — высушенное пюре из мякоти сливы ткемали (алычи).
Иногда называется «кислый лаваш» и готовится не только из ткемали, но и из любой сливы, тёрна, кизила. У многих народов Кавказа такие тонкие лепёшки из высушенного фруктового пюре (не только сливового, но в том числе) называются «лавашана».

## Приготовление
Сливу ткемали варят на слабом огне до того момента, когда мякоть начнет свободно отделяться от косточек и кожицы. Затем массу откидывают на дуршлаг и протирают, полученное пюре доводят до кипения при постоянном помешивании, чтобы избежать подгорания.
Охлажденное пюре наносят слоем 2—3 мм на доску или полотно. Сушат на солнце или в тени, в хорошо проветриваемом месте при температуре не ниже 25 °C пока корж не начнет свободно отделяться от основы, тогда его переворачивают и досушивают ещё неделю. Готовые коржи тлапи хранят свёрнутыми в трубочки либо сложенными в стопку — в этом случае их пересыпают пшеничной мукой или (по древнему обычаю) мукой из пшати.
Из отвара, полученного в процессе приготовления тклапи, готовят квацарахи — концентрированный сок красных слив.

## Применение
Может храниться длительное время. В дальнейшем, по мере необходимости, от этих коржей отламывают кусок, размачивают в небольшом количестве теплого бульона или другой жидкости, а уже полученную смесь используют для готовки.
Употребляется в грузинской кухне как важный компонент для приготовления харчо, а также для изготовления салатов и как приправа к мясным блюдам.

## Похожие продукты
Похожий по виду и свойствам продукт из земляники — левишник — приготовляется и используется в Среднем Поволжье, Мордовии, Марий Эл. 
В Татарстане аналогичным образом заготавливают самые разные ягоды и фрукты (землянику, смородину, яблоки, сливу и др.), называют это "пастилой" (но это отличается от традиционной русской пастилы, а именно является полным аналогом грузинского тклапи).